# Zeneggen
Zeneggen (gsw. Zeneggu) – miejscowość i gmina (Politische Gemeinde) w południowej Szwajcarii, w kantonie Valais, w okręgu (Bezirk) Visp. Leży nad rzeką Vispa.

## Demografia
W Zeneggen mieszkają 304 osoby. W 2021 roku 12,5% populacji gminy stanowiły osoby urodzone poza Szwajcarią. 

## Transport
Przez teren gminy przebiega autostrada A9.